# David S. Hall
David S. Hall (23 de julho de 1905 – 23 de julho de 1964) foi um diretor de arte britânico. Ele foi nomeado duas vezes ao Oscar na categoria Melhor direção de arte.

## Filmografia selecionada
Hall foi indicado para dois Oscar de melhor direção de arte:
- Wee Willie Winkie (1937)[1]
- The Greatest Story Ever Told (1965)[2]